# Ordos, Inre Mongoliet
Ordos är en stad på prefekturnivå i Inre Mongoliet i Folkrepubliken Kina. En stor del av prefekturen utgörs av Ordosplatån.

## Näringsliv
Ordos är en av Inre Mongoliets ekonomiskt mest utvecklade regioner och har tre av regionens mest lönsamma industrier, produktion av kashmirull, kolutvinning och kemisk industri.

## Historia
Ordos var tidigare ett område där olika mongoliska hövdingar upprättade riken, bland andra Altan Khan.
Qingdynastin införlivade Ordos med Inre Mongoliet under det tidigare 1600-talet och styrde området som det mongoliska förbundet Ich Dzuu (kinesiska: 伊克昭盟; pinyin: Yīkèzhāo méng; mongoliska: Их Зуу аймаг), vilket betyder "stort lamakloster" på mongoliska.. Detta förbund bestod i sin tur av sju fänikor eller baner (kinesiska: 旗?, pinyin: qí).
Efter Qingdynastins fall 1912 upplöstes förbundet och området ingick i den nya kinesiska provinsen Suiyuan, som gradvis fick en hankinesisk befolkningsmajoritet.
Efter Folkrepubliken Kinas bildande 1949 återuppstod Ich Dzuu-förbundet som sedan blev en del av den autonoma regionen Inre Mongoliet. 2001 ombildades Ich Dzuu till Ordos som blev en stad på prefekturnivå.

## Administrativa enheter
Staden Ordos indelas i ett stadsdistrikt (区 qū) och 7 baner. 1989 beräknades befolkningen vara 1,2 miljoner varav 88 procent var hankineser och endast 12 procent mongoler.
| Karta    | Karta       | Karta      | Karta          | Karta             | Karta       | Karta         |
| -------- | ----------- | ---------- | -------------- | ----------------- | ----------- | ------------- |
|          |             |            |                |                   |             |               |
| Nr       | Namn        | Kinesiska  | Pinyin         | Befolkning (2004) | Areal (km²) | Täthet (/km²) |
| Distrikt |             |            |                |                   |             |               |
| 1        | Dongsheng   | 东胜区     | Dōngshèng qū   | 230 000           | 2 137       | 108           |
| Baner    |             |            |                |                   |             |               |
| 2        | Dalad       | 达拉特旗   | Dálātè qí      | 330 000           | 8 192       | 40            |
| 3        | Jungar      | 准格尔旗   | Zhǔngé'ěr qí   | 270 000           | 7 535       | 36            |
| 4        | Främre Otog | 鄂托克前旗 | Ètuōkè qiánqí  | 70 000            | 12 318      | 6             |
| 5        | Otog        | 鄂托克旗   | Ètuōkè qí      | 90 000            | 20 064      | 4             |
| 6        | Hanggin     | 杭锦旗     | Hángjǐn qí     | 130 000           | 18 903      | 7             |
| 7        | Uxin        | 乌审旗     | Wūshěn qí      | 100 000           | 11 645      | 9             |
| 8        | Ejin Horo   | 伊金霍洛旗 | Yījīnhuòluò qí | 140 000           | 5 958       | 23            |

## Spökstaden i Kangbashi
Ett stort och till större delen obebott fastighetsprojekt har byggts cirka 25 km från Dongsheng-distriktet. Trots att det nya området, som heter Kangbashi (康巴什新区), var avsett för att ge bostäder till en miljon människor är det fortfarande till större delen obebott. Enligt planerna skulle området ha 300 000 invånare år 2010, men enligt aktuella uppgifter har det endast 40 000. Området, som ofta kallas för spökstad, har fått stor uppmärksamhet i internationella media.